# Жакипов Біржан Жакипович
Жакипов Біржан Жакипович (каз. Біржан Жақыпов; 7 липня 1984, Жартитобе, Сузацький район, Казахська РСР) — казахський боксер, чемпіон та призер чемпіонатів світу серед аматорів.

## Аматорська кар'єра
На чемпіонаті світу 2005 року Біржан Жакипов завоював бронзову медаль.
- В 1/16 фіналу переміг Віктора Адріано (Ангола) — 34-15
- В 1/8 фіналу переміг Джейхуна Абієва (Азербайджан) — 32-17
- У чвертьфіналі переміг Кадрі Кордела (Туреччина) — 48-24
- У півфіналі програв Цзоу Шимін (Китай) — 13-18

2006 року Біржан Жакипов ввійшов до складу збірної Казахстану на командному Кубку світу, на якому провів два поєдинки і отримав з командою бронзову медаль.
- Програв Яну Бартелемі (Куба) — 14-37
- Переміг Роберто Церона (США) — 33-13

На чемпіонаті Азії 2007 програв у чвертьфіналі Цзоу Шимін.
На чемпіонаті світу 2007 у другому бою знов програв Цзоу Шимін.
Кваліфікувався на Олімпійські ігри 2008. На Олімпіаді на шляху до медалі знов програв Цзоу Шимін.
- У 1/16 фіналу переміг Пал Бедак (Угорщина) — 7-6
- У 1/8 фіналу переміг Оганеса Даніеляна (Вірменія) — 13-7
- У чвертьфіналі програв Цзоу Шимін (Китай) — 4-9

У грудні 2008 року на Кубку світу в Москві переміг Пуревдоржийн Сердамба (Монголія) — 13-5, програв у півфіналі Ямп'єру Ернандес (Куба) — 3-13 і завоював бронзову нагороду.
На Азійських іграх 2010 переміг Пуревдоржийн Сердамба (Монголія) — 9-0, Сін Джон Хун (Південна Корея) — 17-3 та Вікторіо Салудара (Філіппіни) — 12-1, а у фіналі вкотре програв Цзоу Шимін (Китай) — 5-9.
На чемпіонаті світу 2011 програв у першому бою Йосвані Вейтія (Куба).
Кваліфікувався на Олімпійські ігри 2012. На Олімпіаді за крок до медалі знов програв Цзоу Шимін.
- У 1/16 фіналу переміг Жеремі Бекку (Франція) — 18-17
- У 1/8 фіналу переміг Марка Баррига (Філіппіни) — 17-16
- У чвертьфіналі програв Цзоу Шимін (Китай) — 10-13

2013 року став чемпіоном світу.
- В 1/16 фіналу переміг Белика Галанова (Росія) — 3-0
- В 1/8 фіналу переміг Хасанбоя Дусматова (Узбекистан) — 3-0
- У чвертьфіналі переміг Ентоні Чакона (Пуерто-Рико) — 3-0
- У півфіналі переміг Йосвані Вейтія (Куба) — 3-0
- У фіналі переміг Мохамеда Фліссі (Алжир) — 3-0

На Азійських іграх 2014 здобув три перемоги, а у фіналі програв Сін Джон Хун (Південна Корея) — 0-3.
У жовтні 2014 року під егідою Міжнародної асоціації боксу стартував проєкт APB Pro boxing. Жакипов брав участь у двох сезонах проєкту.
На Олімпійських іграх 2016 в першомув бою переміг Матіаса Амуньєла (Намібія) — 3-0, а в другому програв Хасанбою Дусматову (Узбекистан) — 0-3.